# День незалежності Македонії
День незалежності Македонії — державне свято, яке відзначають у Македонії 8 вересня. Свято також прийнято називати 8 вересня. Свято знаменує суверенітет, самостійність і незалежність Македонії та македонського народу.

## Історія
Референдум у Македонії відбувся напередодні розпаду СФРЮ 8 вересня 1991 року. На основі грудневого плебісциту 1990 року, який переконав словенський народ побудувати суверенну державу та Декларації незалежності, Словенії, що проголосила незалежність 24 червня наступного року. Одразу після цього акту стався збройний конфлікт між Югославською Народною Армією (JNA) та словенською територіальною обороною. Військовий конфлікт закінчився через 30 днів Декларацією Бріоні та виведенням підрозділів JNA зі Словенії до Сербії та Боснії і Герцоговини.
Того ж дня разом зі Словенією на підставі рішення Ради незалежності незалежність проголосила і Хорватія. 6 травня спалахнули заворушення, після яких були розстріли біля військово-морської бази Лаура в Спліті. Першою жертвою заворушень став солдат Сашо Гесковський з Кавадарці, який виконував функції охорони.
Події в Спліті стали початком частих інцидентів та збройних зіткнень між Югославською народною армією та Хорватською національною гвардією, яка потім набрала обертів, розширилася і отримала характер відкритого збройного конфлікту.
Це також створило хаотичну ситуацію в Боснії і Герцоговині з проголошенням Східної Герцеговини, Румунського округу та Боснійської краєни Сербських автономних районів, які потрапили під безпосередню юрисдикцію федерального уряду або керівництва Сербії.
З метою вирішення кризи мирним шляхом 27 серпня Європейське співтовариство прийняло Декларацію про Югославію. Було підписано два документи - Угода про припинення вогню, один із численних невдалих, які так і не дотримувалися, та Меморандуму про розширення спостереження за діяльністю ЄК у Югославії, що діє Декларацією.

Оригінальна сторінка Декларації про суверенітет

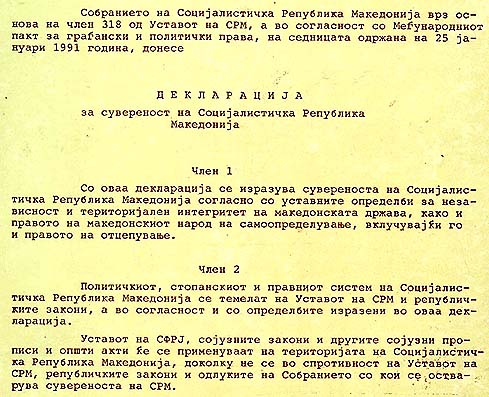
Оригінальна сторінка Декларації незалежності

Декларацію підписали тодішній президент президентства СФРЮ Стипе Месіч від імені Федеральної виконавчої ради Анте Маркович, а також президенти всіх шести республік. Декларацію від імені Європейської Комісії підписав Ганс ван ден Брук, президент Ради міністрів та голова голландської дипломатії, який тоді очолював Спільноту. Декларація гарантувала недоторканність зовнішніх і внутрішніх кордонів, право націй заявляти про свій суверенітет, заперечувати застосування сили як політики остаточного акту та в іншому випадку вводити жорсткі санкції.
Європейська Комісія організувала 7 вересня в Гаазі мирну конференцію для Югославії як останню спробу запобігти громадянській війні, яка тривала ще з часів югославської кризи.
Оцінюючи таку нестабільну ситуацію в Югославії, перший багатопартійний парламент Македонії прийняв Декларацію незалежності 25 січня 1991 року. Тоді було прийнято рішення про призначення референдуму на 8 вересня 1991 року.

## Референдум
8 вересня 1991 року переважна більшість - 95% громадян, які прийшли на референдум, відповіли позитивно на питання референдуму: "Ви за незалежну Македонію з правом вступу до майбутнього союзу суверенних держав Югославії"?
Згідно з офіційними даними, із 1 325 626 виборців прийшли на референдум 1 132 981 або 71,85 %. З них на референдумі 1 079 308 або 95,09 % від загальної кількості виборців (72,16 % від загальної кількості громадян, які мають право) підтримали проголошення незалежності.
В офіційному звіті Комісії з питань проведення референдуму було зазначено, що не було жодних скарг чи звернень щодо порушень чи недотримання положень Республіканського закону про референдуми. Комісія відзначила велику кількість громадян, які мають право голосу в Македонії, які оголосили "незалежну" і суверенну Македонію.
Референдуму передувала Декларація незалежності, перший багатопартійний македонський парламент, яку прийняв 25 січня 1991 року.

## Реакції

### У Македонії
Самі македонці сприйняли результати з великим оптимізмом та ейфорією. Високопоставлені чиновники також були оптимістичні.
|                                       | ...Перш за все, референдум прагне позитивно підійти до багатовікової боротьби македонського народу, яка колись була вирішена зброєю та кров'ю. Сьогодні, вільні з нашою культурною емансипацією, національною свідомістю, ми насамперед вибираємо незалежну і суверенну державу, а потім отримуємо доступ до своєї юридичної легітимності, вільної від усієї субфілософії та меншовартості та в переговорах з партіями, шістьма республіками Югославії та в іншому випадку це також дало нам право сказати, що ми бачимо свій суверенітет та свою незалежність лише як спонукальний мотив, натхнення та юридичну легітимність вступу до союзу з суверенними державами. Звідси наша ідея, і ми хочемо базуватись на цих принципах та баченні побудови нової спільноти югославських держав Югославії. Але якщо цього не відбудеться, то історичний обов'язок і сама доля змусять нас наблизитися до спокійного переходу нашої суверенної держави, тобто всіх її сегментів у правовій, політичній, економічній системі, і це дасть нам шанс налагодити партнерство з всі ті, хто має інтерес бути з нами, а Європа - це дім, який нас об’єднає та об’єднає... |
| — Микола Клюсев, тодішній глава уряду | |

|                                                             | ...Це рішення, яке сьогодні приймають громадяни Македонії, відкриває інтенсивний процес побудови македонської держави, побудови її відносин у Югославії з іншими суверенними державами, а також із сусідами та Європою. Це кропіткий і складний процес, але шляхетний, але вони знають, над чим працюють. Ймовірно, будуть виникати певні труднощі, і молодші покоління з цього покоління, які організовують цей референдум, факультативно стають на цьому рівні і навіть перевершують наші досягнення... |
| — Стоян Андов, президент Македонської асамблеї в 1991 році. | |

### Іноземні
Після референдуму провідні світові ЗМІ виступили з думкою, що більшість виборців проголосували за незалежність Македонії і що це означатиме наближення розпаду Югославії.
Референдум у сусідніх країнах не отримав схвалення. Афіни розглядали референдум як загрозу для Греції. Офіційна Болгарія оголосила, що визнала державу, але не націю, а Албанія схвалила бойкот етнічної албанської громади країни.
Президент Киро Глигоров серед перших звернувся до президента Словенії Мілана Кучана. США підтвердили свою позицію щодо політики македонського державного керівництва напередодні референдуму, в якій вони висловили задоволення його поміркованим підходом та духом компромісу, виявленим Македонією. Конституційне право Македонії на проголошення незалежності було визнано США під час адміністрації Джорджа Буша на самому початку його другого президентського терміну в 2004 році.

## Перше святкування
Після закриття виборчих дільниць громадяни стихійно зібралися на площі "Македонія" в центрі Скоп'є, де Македонське радіо організувало святкування під назвою "Голос Македонії" із виступом сотень зірок. Серед виступів артистів перед натовпом були повідомлення, які муніципальні виборчі комісії подали результати волевиявлення македонців до Національної комісії з референдуму.

 Перший президент Республіки Македонія Киро Глигоров звернувся до македонського народу з історичною промовою: 
 "Громадяни та громадянки Македонії, дозвольте сьогодні вночі привітати вас та всіх громадян Македонії з вільною, суверенною та незалежною Македонією". 
 Такі стихійні урочистості були організовані у Бітолі, Охриді та інших містах по всій новій республіці.

## Відзначення свята

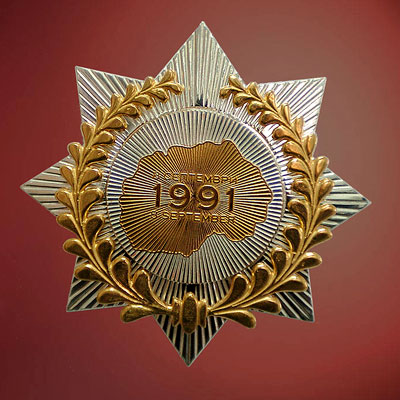
Орден "8 вересня"

День незалежності як державне свято — це неробочий день у Македонії. Президент та уряд Македонії організовують різні гуляння. Президент традиційно нагороджує орденом "8 вересня". Люди традиційно ходять на пікніки у відомих місцях для пікніка. Македонський олімпійський комітет організовує спортивні пікніки, тоді як Федерація мотоциклів Македонії організовує Міжнародне змагання з мотоциклів "Македонія 2008" у Скоп'є.
Всі посольства, консульства та представництва Македонії організовують прийоми з поданням коктейлів та гулянням в країнах, де вони перебувають.

## Зовнішні посилання
- День незалежності Республіки Македонія (08.09.2005) - святкування в посольстві Македонії в Загребі, Хорватія
- 8 вересня - День незалежності Македонії [Архівовано 11 вересня 2009 у Wayback Machine.], A1 TV, 2008
- Вітальне слово Президента Црвенковського 8 вересня, до Дня незалежності
- Велес відзначає День незалежності [Архівовано 14 вересня 2009 у Wayback Machine.]
- Святкування Дня незалежності в Гарфілді, штат Нью-Джерсі, США